# Narsarsuaq-Museum
Das Narsarsuaq-Museum (dänisch Narsarsuaq Museum, grönländisch Narsarsuup Katersugaasivia) ist das Heimatmuseum (Lokalmuseum) von Narsarsuaq.

## Geschichte
Das Museum wurde 1991 durch eine lokale Bürgerinitiative gegründet und befindet sich bis heute in privater Hand. Es ist nicht offiziell von der grönländischen Regierung anerkannt. Narsarsuaq ist mit Abstand der kleinste Ort in Grönland mit einem eigenen Museum.

## Gebäude
Das Museum befindet sich im Gebäude B-13. Es ist das einzige geschützte Gebäude des Dorfs und wurde 1942 errichtet. Es beherbergt auch das Blue Ice Café, von dem aus Abenteuerausflüge in die Umgebung ausgehen.

## Ausstellung
Das Narsarsuaq-Museum spezialisiert sich auf zwei Themenbereiche. Der bedeutendste Teil behandelt die Geschichte des US-amerikanischen Militärstützpunkts Bluie West One zwischen 1941 und 1958, auf den das Dorf zurückgeht. Der andere Teil behandelt die Geschichte der Grænlendingar zwischen dem 10. und dem 15. Jahrhundert, die gerade am Fjord Tunulliarfik, an dem Narsarsuaq liegt, lebten.